# Stortingsvalget 1989
Stortingsvalget 1989 blev afholdt den 11. september. Valgdeltagelsen var på 83,2 %. Dette valget var det første stortingsvalget med udjævningsmandater. Antallet af stortingsrepræsentanter blev øget op til 165.
Valget førte til at Jan P. Syses regering tiltrådte, det var en mindretalsregering som udgik fra H, Sp og KrF. Syse afløste Gro Harlem Brundtlands anden regering. Den 3. november 1990 gik regeringen i opløsning da Senterpartiet med bund i forberedelserne til den kommende EU-kamp forud for den folkeafstemningen om norsk EU-medlemskab i 1994 ikke længere mente at de kunne sidde i regering sammen med Høyre. Gro Harlem Brundtlands tredje regering blev derefter udnævnt.

## Valgresultat
| Parti                                  | Stemmetal | Stemmer i procent (%) | Ændring fra 1985 | Mandater | Ændring fra 1985 |
| -------------------------------------- | --------- | --------------------- | ---------------- | -------- | ---------------- |
| Det norske Arbeiderparti               | 907 393   | 34,3                  | - 6,5            | 63       | - 8              |
| Høyre                                  | 588 682   | 22,2                  | - 8,2            | 37       | - 13             |
| Fremskrittspartiet                     | 345 185   | 13,0                  | + 9,3            | 22       | + 20             |
| Sosialistisk Venstreparti              | 266 782   | 10,1                  | + 4,6            | 17       | + 11             |
| Kristelig Folkeparti                   | 224 852   | 8,5                   | + 0,2            | 14       | - 2              |
| Senterpartiet                          | 171 269   | 6,5                   | - 0,1            | 11       | - 1              |
| Venstre                                | 84 740    | 3,2                   | + 0,1            | 0        | 0                |
| Fylkeslistene for Miljø og Solidaritet | 22 126    | 0,8                   | + 0,1¹           | 0        | 0                |
| Miljøpartiet De Grønne                 | 10 136    | 0,4                   | + 0,4            | 0        | 0                |
| Stopp Innvandringen                    | 8 963     | 0,3                   | + 0,3            | 0        | 0                |
| Framtid for Finnmark                   | 8 817     | 0,3                   | + 0,3            | 1        | + 1              |
| Pensjonistpartiet                      | 7 863     | 0,3                   | 0                | 0        | 0                |
| De Liberale - Europapartiet            | 470       | 0,02                  | + 0,02           | 0        | 0                |
| Frie Folkevalgte                       | 320       | 0,01                  | 0                | 0        | 0                |
| Totalt                                 | 2 647 604 | 100                   |                  | 165      | + 8              |

¹ Sammenlignet med sammenlagte resultater for Rød Valgallianse og Norges Kommunistiske Parti i 1985.